# Stéphane Risacher
Stéphane Risacher, född 26 augusti 1972 i Moulins, Frankrike, är en fransk basketspelare som tog OS-silver 2000 i Sydney. Detta var Frankrikes första medalj på 52 år i herrbasket vid olympiska sommarspelen. Han har bland annat spelat för Iurbentia Bilbao.
Han är far till Zaccharie  Risacher.